# کوه اوگدن
کوه اوگدن (به انگلیسی: Mount Ogden) یک کوه در ایالات متحده آمریکا است که در شهرستان وبر، یوتا واقع شده‌است. کوه اوگدن ۲٬۹۱۹٫۷۱ متر بالاتر از سطح دریا واقع شده‌است.